# Johnstonville
Johnstonville es un lugar designado por el censo ubicado en el condado de Lassen en el estado estadounidense de California. En el año 2010 tenía una población de 1.024 habitantes.

## Geografía
Johnstonville se encuentra ubicado en las coordenadas 40°23′04″N 120°35′15″O / 40.38444, -120.58750.